# Drapeau de la république des îles Ioniennes
Le drapeau des États-Unis des îles Ioniennes a été utilisé entre 1815 et 1864. Le drapeau se composait d'un drapeau bleu britannique avec les armoiries de l'État prédécesseur, la république des Sept-Îles avec une bordure rouge.

## L'histoire
Les États-Unis des îles Ioniennes ont été créés à la suite du traité de Paris en 1815 au congrès de Vienne en tant que protectorat sous le Royaume-Uni. Dans l'article 1 de la section VI du traité, il est déclaré que le nouveau drapeau national des États-Unis des îles Ioniennes serait le drapeau de la république des Sept-Îles, un lion de saint Marc tenant une Bible sur fond bleu, avec un Union Jack dans le canton pour symboliser le protectorat britannique.

## Usage maritime
Lors de la navigation en mer Noire et en Méditerranée orientale, le pavillon des États-Unis des îles Ioniennes était souvent utilisé comme pavillon de complaisance par les navires grecs pour prétendre qu'ils bénéficiaient de la protection de l'Empire britannique. L'ambassadeur britannique auprès de l'Empire ottoman, Percy Smythe, 6e vicomte Strangford, était dérangé par cela et écrit à son homologue en déclarant que « les sujets des États ioniens doivent apprendre que leur drapeau est trop respectable pour être converti en une simple affaire de commodité occasionnelle ».
Pendant la guerre de Crimée, les navires arborant le pavillon des îles Ioniennes n'étaient pas autorisés à commercer avec la Russie. Cependant, le Comité judiciaire du Conseil privé de la Cour d'Amirauté en 1855 a statué que la reine Victoria avait négocié des traités avec d'autres nations, y compris spécifiquement les États-Unis des îles Ioniennes séparément, au lieu de l'inclusion implicite avec les colonies de la Couronne en ne mentionnant que le Royaume-Uni. Les îles Ioniennes n'étaient pas techniquement en guerre avec l'Empire russe car le Royaume-Uni n'avait pas déclaré la guerre en leur nom en les mentionnant dans la déclaration originale. Cependant, le jugement déclarait également que les navires arborant le pavillon ionien n'étaient pas britanniques et que les citoyens n'étaient pas des sujets britanniques car les États-Unis des îles Ioniennes étaient un protectorat et non une colonie. Par conséquent, les navires arborant le pavillon ionien avaient le droit de commercer avec la Russie pendant la guerre de Crimée, contrairement aux navires britanniques, mais ils ne jouissaient pas des droits et de la protection du Royaume-Uni.

## Désétablissement
En 1864, conformément au traité de Londres, le Royaume-Uni céda les États-Unis des îles Ioniennes au royaume de Grèce en signe de bonne volonté après que le prince Alfred ait refusé d'accepter le trône grec malgré la demande populaire grecque. Lors de l'annexion des îles Ioniennes, le drapeau des États-Unis a cessé d'avoir un statut officiel et a été remplacé par le drapeau de la Grèce.